# باز این چه شورش است
ترکیب‌بند با مطلعِ «باز این چه شورش است که در خلق عالم است» مرثیه‌ای مشهور در ادبیات فارسی با مضمونی مذهبی و حماسی است که شیعیان در سوگواری محرم و روز عاشورا هم‌نوایی می‌کنند. این ترکیب‌بند را کمال الدین علی متخلص به محتشم کاشانی شاعر پارسی‌گوی سدهٔ دهم هجری و از شاعران مرثیه‌سرای شیعه سروده است و معروف‌ترین مرثیه و از ماندگارترین اشعار برای وصف کشته‌شدگان واقعه کربلا و مرگ حسین بن علی در ادبیات فارسی است.

## متن شعر
این ترکیب‌بند در ۱۲ بند با محتوای مرثیه سروده شده‌است:
بند اول:
| باز این چه شورش است؟ که در خلق عالم است |  | باز این چه نوحه و چه عزا و چه ماتم است؟ |
| باز این چه رستخیز عظیم است؟ کز زمین     |  | بی نفخ صور، خاسته تا عرش اعظم است       |
| این صبح تیره باز دمید از کجا؟ کزو       |  | کار جهان وخلق جهان جمله درهم است        |
| گویا، طلوع می‌کند از مغرب آفتاب          |  | کآشوب در تمامی ذرات عالم است            |
| گر خوانمش قیامت دنیا، بعید نیست         |  | این رستخیز عام، که نامش محرم است        |
| در بارگاه قدس که جای ملال نیست          |  | سرهای قدسیان همه بر زانوی غم است        |
| جن و ملک بر آدمیان نوحه می‌کنند          |  | گویا، عزای اشرف اولاد آدم است           |
| خورشید آسمان و زمین، نور مشرقین         |  | پروردهٔ کنار رسول خدا، حسین              |

## نظرها

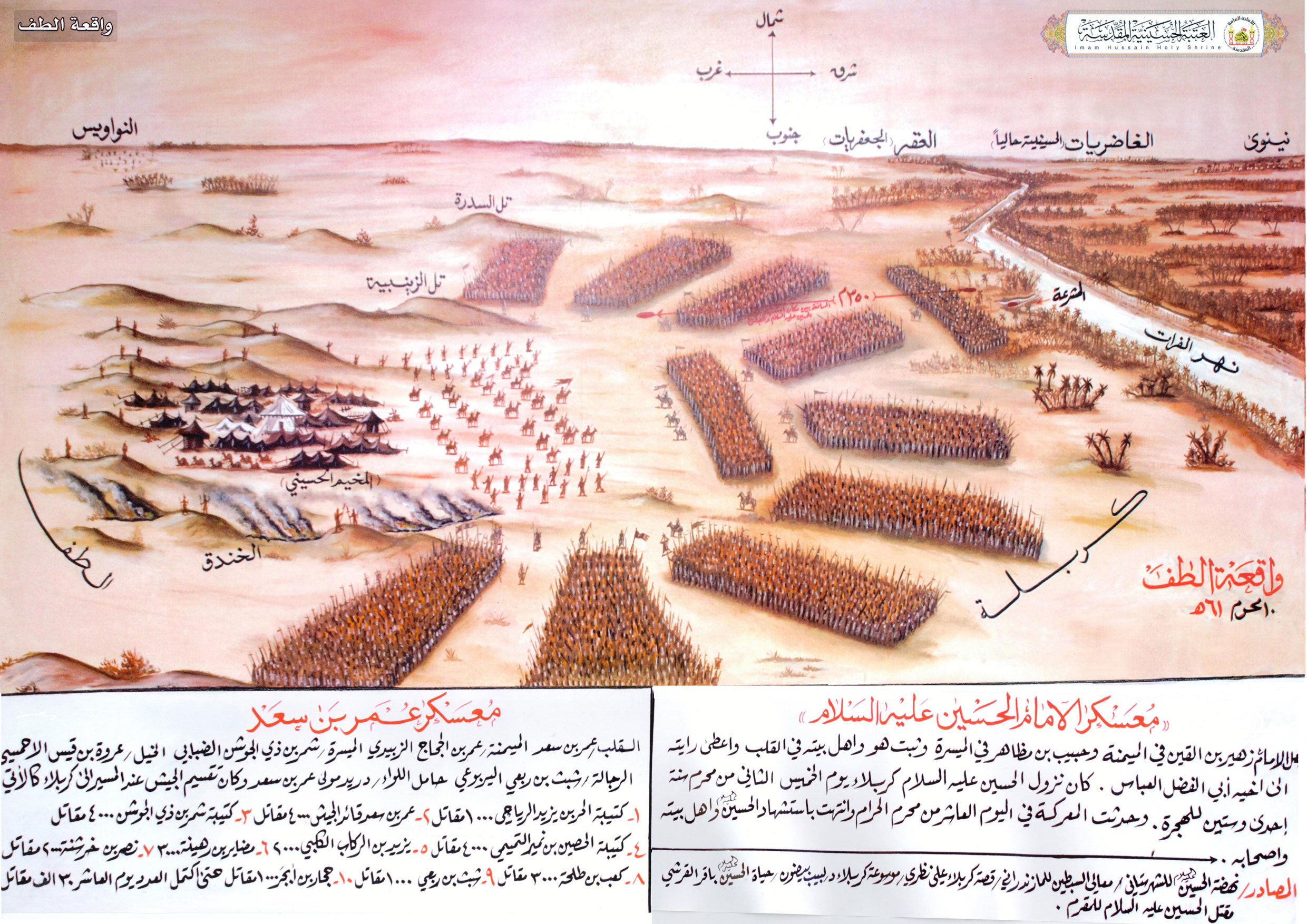
نبرد کربلا

جابر عناصری تعزیه‌شناس ایرانی می‌گوید: ترکیب‌بند محتشم در رثای حسین و کشته‌شدگان کربلا در بین تشیع و به‌ویژه فارسی‌زبانان زبانزد شد و توجه بسیاری از شاعران را به‌خود جلب کرد.
ذبیح‌الله صفا در کتاب (تاریخ ادبیات ایران جلد۵/۱ صفحه ۶۱۶) آورده‌است که: «اهمیت کار محتشم کاشانی در آن است که ساختن مراثی اهل بیت را با سرودن «دوازده بند» معروف خود به اقتفای «هفت بند» حسن کاشی رواجی تازه بخشید» 
ملاعلی واعظ خیابانی تبریزی از ترجمه‌نگاران و کتاب‌شناسان قرن اخیر در وصف چگونگی سرودن ترکیب بند از زبان محتشم نوشته‌است: «گویند، چون پسر محتشم درگذشت، مرثیه ای به جهت او گفت. شبی امام علی علیه السلام را در خواب دید. فرمود: «ای محتشم! از برای فرزند خود مرثیه گفتی، چرا برای قرةالعین من نگفتی؟!» صبح بیدار شده، در اندیشه این خواب بود، که شبی دیگر بار، در خواب دید که فرمود: «مرثیه به جهت فرزندم حسین بگو!» عرض کرد که فدایت شوم! چه بگویم؟! فرمودند که بگو: «باز این چه شورش است که در خلق عالم است»...

## اجراهای مذهبی
مرثیه «باز این چه شورش است که در خلق عالم است» و دیگر بندهای این مرثیه تاکنون بارها دست مایه اجراهای مذهبی و سرودن نوحه‌های بسیاری توسط مداحان فارسی‌زبان شده‌است. یکی از این اجراها که در دهه ۱۳۶۰ شمسی بسیار معروف گردید، توسط «گروه سرود بچه‌های آباده» با صدای «محمدحسین توکل» است که تک‌خوان اصلی این گروه بود و تاکنون بارها از صدا و سیمای جمهوری اسلامی ایران و در ایام محرم و عزاداری‌ها پخش شده‌است و هنوز بعد از گذشت بیش از ۳۰ سال از شور آن کاسته نشده‌است. همچنین این اجرا از خاطره‌انگیزترین مداحی‌های اجرا شده در اوایل دوران انقلاب اسلامی ایران و برای زادگان دهه ۶۰ یادآور ماه‌های محرم در دوران کودکی‌شان است.
مداحان مشهور بسیاری نیز مانند محمود کریمی، مجید بنی‌فاطمه، حسن خلج، سید جواد ذاکر و… در سال‌های پس از انقلاب نوحه‌هایی را این مضمون اجرا کرده‌اند.

## اجراهای هنری
اپرای عاشورا اولین اپرای ملی ایران است که در سال ۱۳۸۷ توسط بهروز غریب‌پور نوشته و موسیقی آن توسط بهزاد عبدی ساخته شد.
این اپرا با مطلع ترکیب‌بند «باز این چه شورش است» با حضور محتشم کاشانی به عنوان راوی شروع می‌شود که برای اولین بار به شکل عروسکی در تالار فردوسی به کارگردانی بهروز غریب پور به روی صحنه رفت و پس از آن اجرا بارها به مناسبت روز عاشورا در ایران و خارج از ایران به اجرا درآمده است.

## کاربردهای مذهبی
بیت‌های بند آغازین این ترکیب‌بند حماسی در ساخت ضریح و بر روی در و دیوار و سازه‌های قبور ائمه و امامزادگان شیعه و بر روی بیرق‌ها و علم‌های عزاداری نیز مورد توجه قرار می‌گیرد و کاربرد بسیاری دارد. این اشعار بیشتر به صورت خط نستعلیق و طلاکاری شده در اماکن زیارتی استفاده می‌شود.

## ثبت نشان اشعار
اشعار محتشم کاشانی در ۳۰ دی ۱۳۹۷ با عنوان گنجینه میراث شفاهی با گستره و موضوع فرهنگی ناملموس استان اصفهان با شماره ۱۷۵۱ در فهرست میراث ناملموس به ثبت رسیده‌است و از نشان ثبت این اشعار نیز در آئینی با حضور جمعی از مسئولان فرهنگی و مداحان رونمایی شد. در این مراسم رئیس اداره میراث فرهنگی، صنایع دستی و گردشگری کاشان گفت: «ترکیب‌بند معروف محتشم کاشانی به علت نقش آن در فرهنگ و هنر عاشورایی در قالب خط بنایی بر خانه‌های قدیمی واجد شرایط ثبت بود.»